# Google Base
O Google Base é um lugar onde você pode facilmente submeter todos os tipos de conteúdo, online ou offline que o Google o hospedará e fará pesquisável.  Você pode descrever qualquer item que colocar com "atributos", que vão ajudar as pessoas a achá-lo quando pesquisarem no Google Base. De fato, baseado na relevância dos seus artigos, estes podem também ser incluídos no índice principal da busca do Google e em outros produtos do Google como Froogle, Google Base e Google Local. A ideia do site é: "Se você tem informação que quer compartilhar com outros, mas não tem certeza de como ser visto por um determinado público, o Google Base é para você"

## Fatos sobre o Google Base
- Custo: Grátis
- Tipos de itens aceitados: Todos os tipos de informação online ou offline e imagens
- Linguagem: O Google Base está atualmente somente em Inglês
- Alcance: Os itens que você submeter ao Google Base podem ser achados nele próprio e dependendo da sua reelevância, talvez também apareça nos outros produtos Google como o próprio Google, Google Product Search  que não é um serviço novo mas sim o novo nome do Froogle e o Google Local.
- Porque é diferente: O Google Base permite adicionar atributos que melhor descrevam seu conteúdo de modo que os usuários possam facilmente  encontrá-lo. Os atributos específicos mais populares tornam-se mais frequentes são sugeridos a outros usuários a enviar os mesmos itens.  Similarmente, artigos que se transformam mais populares vão aparecer como sugestões de tipos no menu drop down Choose an existing item type.

## Que tipos de informações podem ser hospedadas
As possibilidades de usos são virtualmente infinitas dentres as quais podemos incluir:
- Receitas culinárias;
- Oferecer produtos como carros de segunda mão;
- Fazer Propaganda;
- Promover eventos;
- Teses de mestrado;
- Sequências de DNA;
- Ofertas de trabalho
- Fotos